# اریکا بیکر
اریکا بیکر (انگلیسی: Erica Baker; ۱۹۸۰ (۴۴–۴۵ سال) – ) برنامه‌نویس، و مدیر اهل ایالات متحده آمریکا بود.
وی همچنین برندهٔ جوایزی همچون ۱۰۰ زن بی‌بی‌سی شده‌است.